# Mercury Tracer
Mercury Tracer — марка автомобилей, выпускавшихся подразделением Mercury компании Ford в разные периоды с 1986 по 1999 год на базе Mazda 323/Protegé.

## Первое поколение (1986—1989)
Mercury Tracer впервые был представлен в 1986 году, а сборка началась в 1987 году. Tracer стал первым автомобилем Mercury, выпускавшимся за пределами Северной Америки и продававшимся на рынках Азиатско-Тихоокеанского региона. Аналогом стал Ford Laser.
Первые Tracer поступили в продажу в Канаде в начале октября 1986 года. В США автомобили продавались с марта 1987 года.
В 1988 году в Канаде было продано 5489 моделей Tracer, а 1989 году — 1775.

### Галерея
- Трёхдверный хетчбек
- Пятидверный хетчбек
- 1987 Mercury Tracer
- 1988—1989 Mercury Tracer

## Второе поколение (1990—1996)
Второе поколение Mercury Tracer было представлено в 1990 году, а продажи начались в 1991 году. Аналогом стал Ford Escort. Mercury Tracer LTS был включён в журнал Car and Driver в список 10 лучших автомобилей. До 1993 года автомобили продавались в Канаде, а до 1996 года — в США. С 1994 года в комплектацию входила подушка безопасности со стороны водителя, а с 1995 года — со стороны пассажира.

### Галерея
- 1990—1996 Mercury Tracer
- 1991 Mercury Tracer GS
- 1994 Mercury Tracer Trio
- 1995 Mercury Tracer
- 1995 Mercury Tracer

## Третье поколение (1996—1999)
Последнее поколение Mercury Tracer было представлено в 1996 году, а продажи начались в 1999 году. Как и в случае с предыдущим поколением, автомобиль разделял дизайн с Ford Escort. Трансмиссия и кузов претерпели существенные изменения.
К 1999 году было выпущено 23146 экземпляров. Последний Mercury Tracer сошёл с конвейера 2 июля 1999 года.

### Галерея
- Mercury Tracer GS
- Mercury Tracer LS
- Mercury Tracer GS